# Maison Carrère
Pour les articles homonymes, voir Carrère.
La maison Carrère est une maison créole de l'île de La Réunion, département et région d'outre-mer français dans le sud-ouest de l'océan Indien. Située au n°14, rue de Paris, dans le centre-ville de la commune de Saint-Denis, cette case du XIXe siècle est inscrite en totalité à l'inventaire supplémentaire des Monuments historiques depuis le 22 octobre 1998,. Propriété de la CINOR depuis 2001, elle abrite l'office de tourisme du Beau Pays du Nord, qui couvre Saint-Denis, Sainte-Marie et Sainte-Suzanne. Le bâtiment lui-même se visite.

## Historique
- Dès les années 1820 existe une maison en bois à simple rez-de-chaussée, surmontée d'une toiture à quatre pans, percée de lucarnes. Derrière la maison, des dépendances en U forment alors une arrière-cour intime.
- En 1905, Raphaël Carrère, important négociant en sucre et sa femme Amélie s'y installent avec leurs cinq filles.
- En 1908, des travaux se succèdent par l'ajout d'un étage donnant naissance à la maison actuelle, avec son imposante façade. L'emplacement d'un garage et d'un nouveau portail sur la rue complèteront les modifications apportées à la demeure.
- Les embellissements de la Maison Carrère au début du XXe siècle sont les derniers réalisés dans la rue de Paris. Ils concluent plus d'un siècle d'urbanisme le long de l'axe le plus prestigieux de la ville de Saint-Denis.

### Actuellement

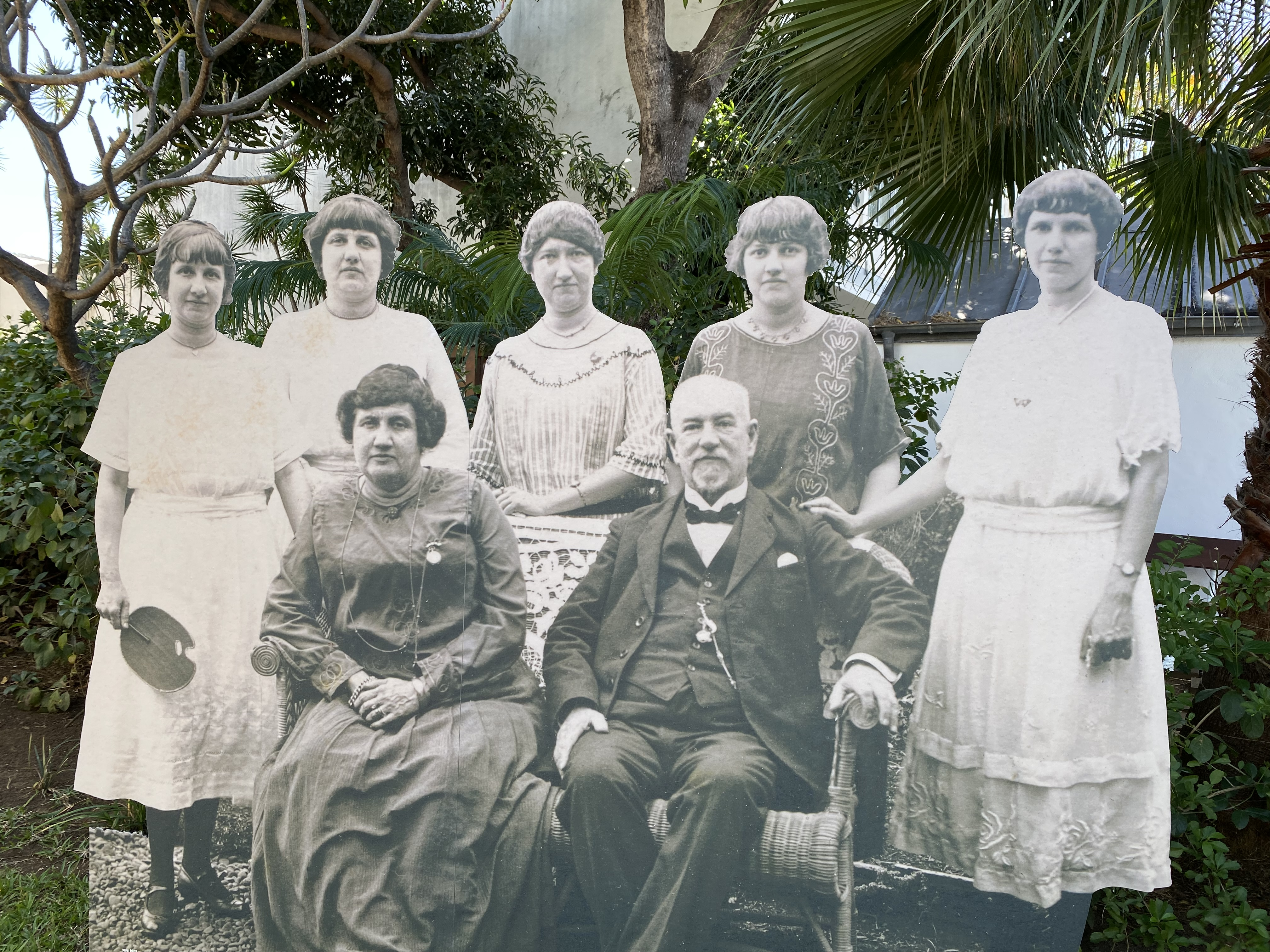
Raphaël et Amélie Carrère, les premiers propriétaires de la Maison accompagnés de leurs 5 filles.

Inscrite au titre des Monuments Historiques, la Maison Carrère de Saint Denis ouvre ses portes tout au long de l'année pour des expositions retraçant l'histoire de La Réunion à travers les mobiliers et objets d'époque, les personnages historiques du XIXe siècle, l'architecture des maisons créoles, etc. De même, diverses animations et démonstrations ont régulièrement lieu sur le site afin d'être initié à la tradition créole.
L'Office de Tourisme du Beau Pays du Nord met le bâtiment à la disposition d'éventuels artistes afin de les promouvoir.